# Sound of the City Volume 1
Albums de Black Milk
Broken Wax
(2006)
Sound of the City Volume 1 est le premier album studio de Black Milk, sorti le 14 octobre 2005.

## Liste des titres
| No  | Titre                                          | Contient un (des) sample(s) de                         | Durée |
| --- | ---------------------------------------------- | ------------------------------------------------------ | ----- |
| 1.  | Intro                                          |                                                        | 1:23  |
| 2.  | Nigga What                                     |                                                        | 2:23  |
| 3.  | Danger (featuring T3 et Phat Kat)              |                                                        | 3:33  |
| 4.  | Pimp Cup                                       |                                                        | 3:42  |
| 5.  | Duck                                           | Swept for You Baby de Smokey Robinson and The Miracles | 1:33  |
| 6.  | So Gone                                        | Soulful Anthem des Friends of Distinction              | 2:31  |
| 7.  | This That (featuring Marv Won)                 |                                                        | 3:02  |
| 8.  | Dirty Horns (Instrumental)                     |                                                        | 0:56  |
| 9.  | Bang Dis Shit (featuring Nametag)              |                                                        | 3:13  |
| 10. | Swing Dat Far                                  | Through the Love in My Heart des Sylvers               | 2:26  |
| 11. | Sound of the City (featuring Fat Ray et Elzhi) | Hoi Poloi d'Utopia                                     | 3:51  |
| 12. | Dirty Guitar (Instrumental)                    |                                                        | 1:27  |
| 13. | Eternal (featuring Baatin)                     |                                                        | 3:42  |
| 14. | Applause                                       | All Your Goodies Are Gone des Dells                    | 1:53  |
| 15. | Holla Like You Know Me (featuring Que Diesel)  |                                                        | 3:20  |
| 16. | Outro                                          |                                                        | 0:27  |
| 17. | Morceau caché                                  |                                                        | 1:04  |